# Urosaurus irregularis
Urosaurus irregularis är en ödleart som beskrevs av  Fischer 1881. Urosaurus irregularis ingår i släktet Urosaurus och familjen Phrynosomatidae. Inga underarter finns listade i Catalogue of Life.
Utbredningsområdet blev beskriven som Mexikos högland.
The Reptile Database infogar populationen som synonym i Urosaurus gadovi.